# Endocaste

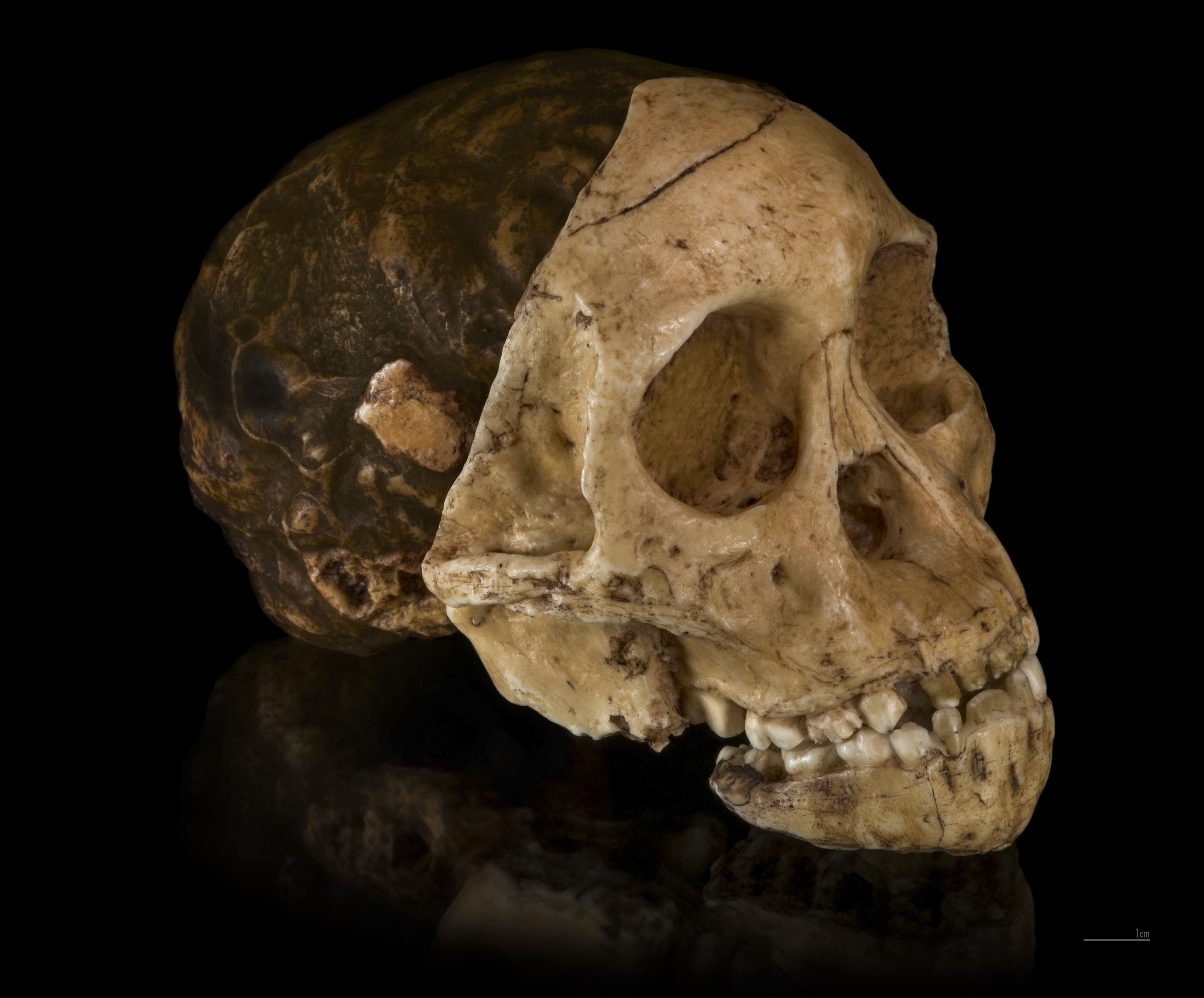
Endocaste naturel du cerveau de l'Enfant de Taung, un jeune Australopithecus africanus, avec la partie faciale du crâne attachée.

Un endocaste est le moulage interne d'un espace creux. Il s'agit souvent d'une boite crânienne. Les endocastes sont utilisés pour l'étude de l'évolution du cerveau, objet de la paléoneurologie. Les endocastes peuvent être fabriqués artificiellement pour examiner les propriétés d'un espace creux et inaccessible, ou ils peuvent se produire naturellement par fossilisation.

## Endocaste crânien

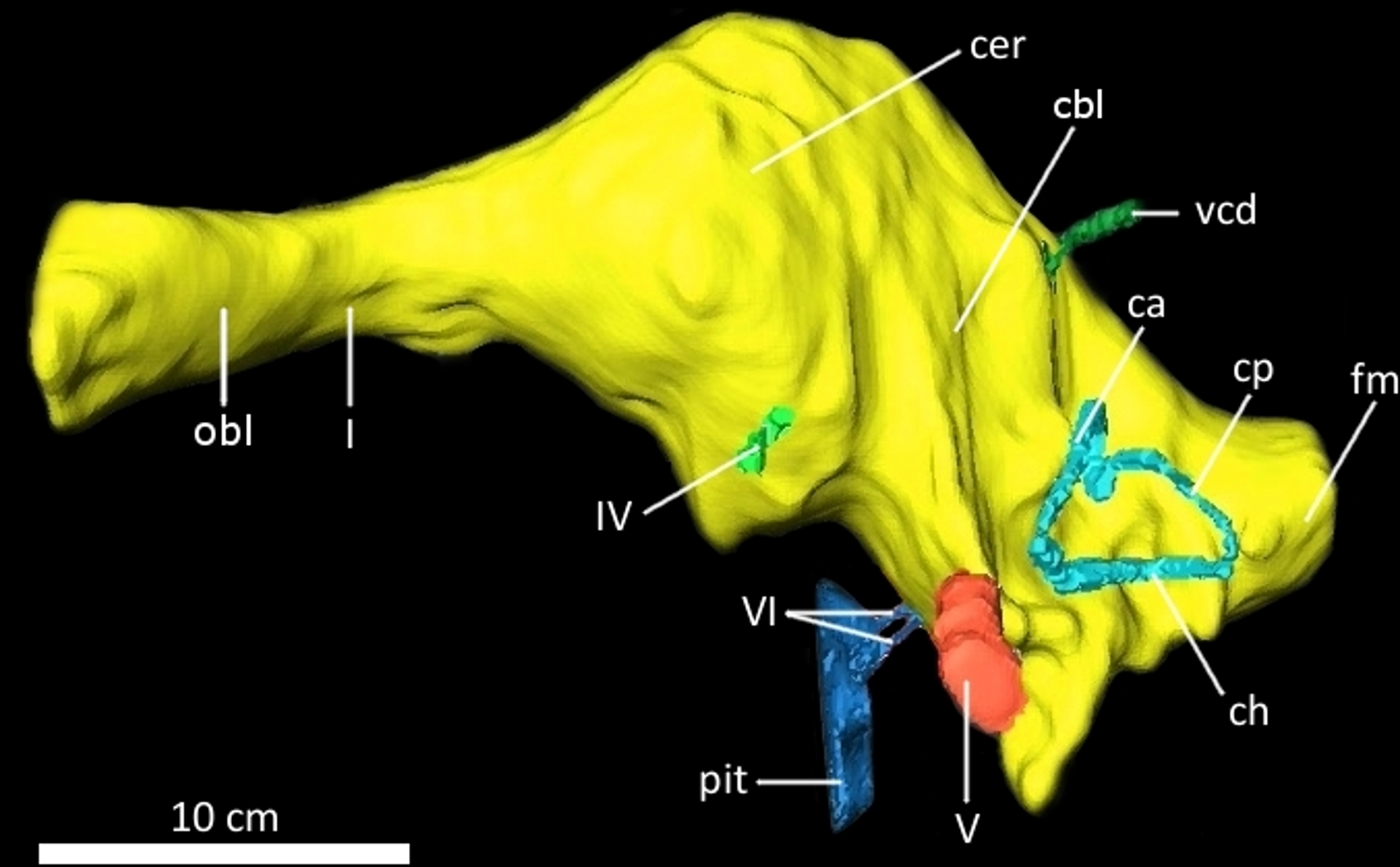
Endocaste crânien numérique dAcrocanthosaurus, un Théropode du Crétacé précoce.

### Moulages artificiels
Les endocastes de l'intérieur de la boîte crânienne (neurocrâne) sont souvent réalisés en paléoneurologie pour étudier les structures cérébrales et la spécialisation hémisphérique d'espèces éteintes, par exemple celles des ancêtres de la lignée humaine. Bien qu'un endocaste ne puisse pas révéler directement la structure du cerveau, il peut permettre aux scientifiques d'évaluer la taille des zones du cerveau situées près de la surface, notamment celles de Wernicke et de Broca, responsables de l'interprétation et de la production de la parole.
Traditionnellement, le matériau de coulée est une sorte de caoutchouc ou un matériau semblable. Les ouvertures de la cavité cérébrale, à l'exception du foramen magnum, sont fermées, et le caoutchouc liquide est coulé dans la boite crânienne vide, puis durci. La sphère creuse résultante peut alors être extraite comme un ballon à travers le foramen magnum. Les endocastes en caoutchouc étaient la pratique courante jusqu'à la fin du XXe siècle et sont encore utilisés dans certains domaines. Aujourd'hui, les scientifiques utilisent de plus en plus la technologie de tomographie informatisée pour créer des endocastes numériques qui présentent l'avantage d'éviter de risquer d'endommager des spécimens précieux.

### Endocastes naturels

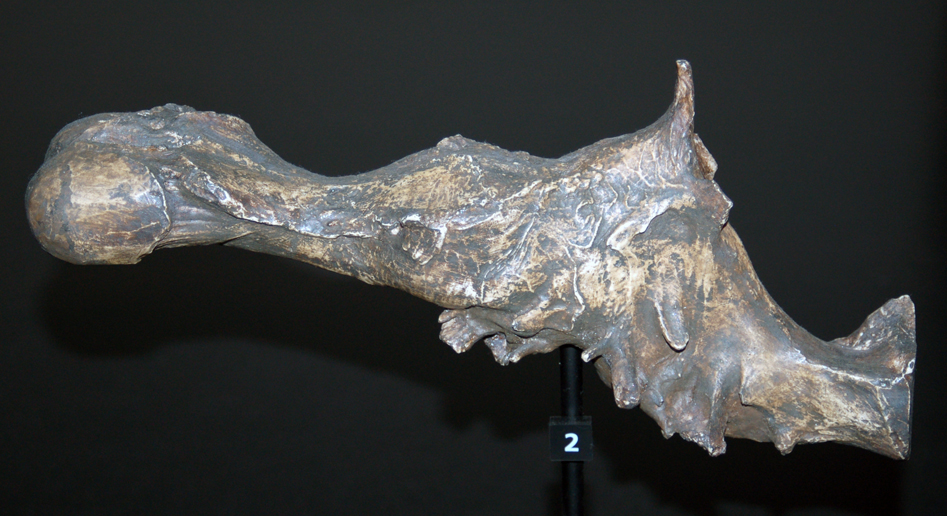
Endocaste naturel (fossile) d'une boite crânienne de Tyrannosaurus, montrant un bulbe olfactif étendu (à gauche).

L'endocaste crânien naturel est un moulage de la boite crânienne formé naturellement au cours de la fossilisation. L'Enfant de Taung, premier Australopithèque découvert (en 1924), consiste en un endocaste naturel relié à la partie faciale du crâne. La forme du cerveau a contribué à convaincre Raymond Dart que le fossile était celui d'un parent de l'Homme plutôt que celui d'un Hominidae éteint plus éloigné.
Les endocastes de mammifères sont particulièrement utiles, car ils ressemblent au cerveau vivant avec la dure-mère en place. Des « cerveaux fossiles » de plusieurs centaines d'espèces de mammifères ont été découverts. Plus d'une centaine de moulages naturels de la boite crânienne de Bathygenys (un petit Artiodactyle de l'Éocène) sont connus, certains ayant des caractéristiques identifiables jusqu'aux principales circonvolutions cérébrales. Plusieurs centaines de moulages de dinosaures divers sont connus, dont une boite cérébrale de Tyrannosaurus, montrant que l'animal avait une intelligence limitée et un odorat bien développé. Le plus ancien endocaste crânien naturel connu est un cerveau d'un poisson fossile Holocéphale, vieux de 300 millions d'années.

## Autres endocastes

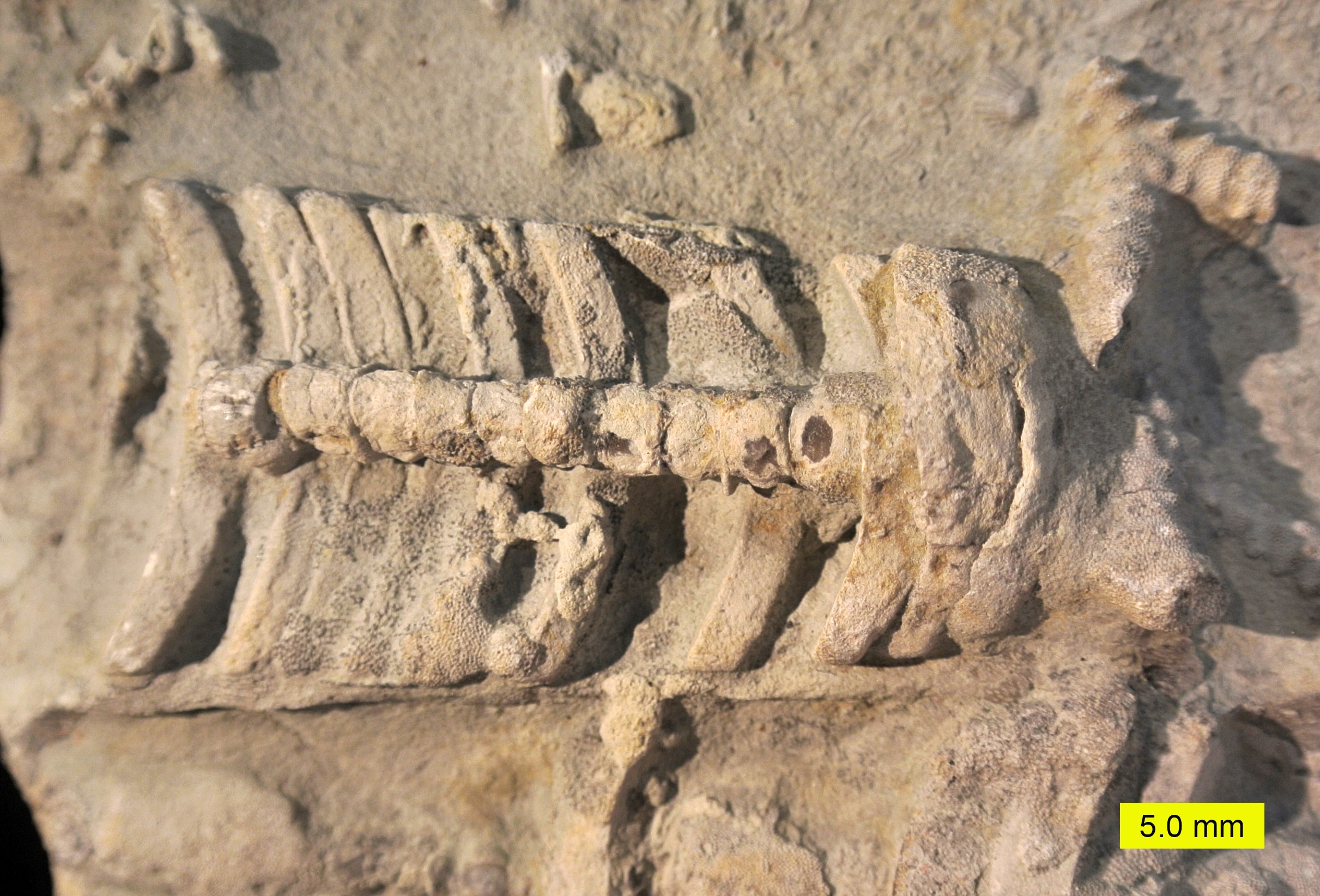
Endocaste de la coquille d'un Céphalopode de l'Ordovicien à carapace droite, montrant la structure interne de la coquille.

Les fossiles d'endocastes d'animaux dont les coquilles se désintègrent ou se dissolvent facilement peuvent souvent être trouvés libres de leur coquille, comme les coquilles d'aragonite de certains mollusques et d'oursins. Une forme fréquente est le moulage interne des brachiopodes et des bivalves. Dans le genre assez symétrique des brachiopodes Pentamerus, l'endocaste ressemble à une vulve, donnant à ces fossiles le nom de Schamstein ou Mutterstein (« pierre de la honte » ou « pierre de la mère » en allemand), alors que certains endocastes bivalves sont traditionnellement connus sous le nom de cœur de pierre ou de cœur de taureau en Grande-Bretagne. La vénus de Svinesund, une figurine de Vénus mésolithique précoce de Norvège, est un endocaste bivalve ordovicien retravaillé. Les endocastes sont également connus pour se développer à partir de coquilles d'escargots et d'oursins, et même à partir du creux de l'estomac des méduses, un groupe qui laisse rarement des traces fossiles.
Les endocastes artificiels sont parfois fabriqués à partir de vaisseaux sanguins pour des raisons médicales ou anatomiques. Le vaisseau sanguin d'un organe (par exemple le cerveau ou le foie) est injecté avec une résine. Lorsqu'il est fixé, l'organe lui-même est dissous, ce qui laisse une image tridimensionnelle de l'apport sanguin à l'organe.